# Shmuel Sambursky

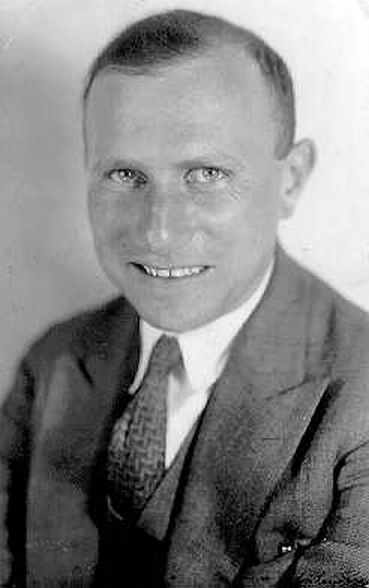
Shmuel Sambursky (1933)

Schmuʾel Sambursky (hebräisch שמואל סמבורסקי, auch Samuel Sambursky; geb. 30. Oktober 1900 in Königsberg (Preußen); gest. 18. Mai 1990 in Jerusalem) war ein israelischer Wissenschaftshistoriker.

## Leben
Shmuel Sambursky war der ältere Sohn des Kaufmanns Menachem Emanuel Sambursky (1866–1934), der für die hebräische Zeitung Ha-Zefira schrieb, und der Selma Kabak (1873–1930); die Eltern waren aus dem Zarenreich nach Königsberg ausgewandert. Sein Bruder Daniel Sambursky wurde Musiker. 
Sambursky studierte Physik in Königsberg, wo er 1923 promoviert wurde (Dissertation: Über den indirekten Beweis in der Mathematik und Physik). 1924 emigrierte er nach Palästina und war 1928 bis 1959 als Physiker an der Hebräischen Universität. Dort gründete er 1959 das Institut für Geschichte und Philosophie der Naturwissenschaften, an dem er Professor war und 1970 emeritiert wurde.
Er befasste sich insbesondere mit Naturwissenschaften im antiken Griechenland.
Bei der Gründung des Rats für wissenschaftliche und industrielle Forschung (Board of Scientific and Industrial Research) der Mandatsregierung Palästinas wurde Sambursky 1945 dessen Sekretär. Daraus entstand 1949 nach Gründung des Staates der israelische Wissenschaftsrat (Research Council of Israel), dessen Begründer und erster Direktor Sambursky von 1949 bis 1956 war. In dieser Funktion war er auch Mitglied der 1952 gegründeten israelischen Atomenergiekommission (Leitung Ernst David Bergmann). 1957 kehrte er in die akademische Lehre an der Hebräischen Universität zurück als Dekan für Naturwissenschaften, blieb aber Vizepräsident des Research Council. Er war einige Jahre Vizevorsitzender des israelischen UNESCO-Komitees.
1966 erhielt er den Rothschild-Preis und 1968 den Israel-Preis. Er war seit 1962 Mitglied der Israel Academy of Sciences and Humanities. 1977 wurde er korrespondierendes Mitglied der Heidelberger Akademie der Wissenschaften. 1990 erhielt er den Goldenen Ehrenring des Deutschen Museums in München.

## Schriften
- The physical world of the Greeks, Routledge 1956, Archive
- Physics of the Stoics, Routledge & Paul 1959, 1987
- The physical world of Late Antiquity, London: Routledge & Paul 1962, Princeton UP 2014
- Das physikalische Weltbild der Antike, Bibliothek der Alten Welt, Zürich: Artemis 1965
- Herausgeber: Der Weg der Physik. 2500 Jahre physikalischen Denkens von Anaximander bis Pauli, Zürich: Artemis 1975 (Anthologie von 318 Texten, 82 davon erstmals ins Deutsche übersetzt; englische Ausgabe: Physical thought from the presocratics to the quantum physicists, London 1974), Taschenbuchausgabe dtv 1978
- Naturerkenntnis und Weltbild. Zehn Vorträge zur Wissenschaftsgeschichte, Zürich: Artemis 1977 (Vorträge auf den Eranos Tagungen 1966 bis 1976)
- Religion und Naturwissenschaft im spätantiken Denken, Sitzungsberichte der Heidelberger Akademie der Wissenschaften, 1981
- Die Entwicklung physikalischen Denkens von Newton bis Einstein, 1988
- Proklos, Präsident der Platonischen Akademie, und sein Nachfolger, der Samaritaner Marinos, Sitzungsberichte der Heidelberger Akademie der Wissenschaften, 1985
- Herausgeber mit Shlomo Pines: The Concept of Time in Late Neoplatonism. Texts with Translation, Introduction and Notes, Publications of the  Israel Academy of Sciences and Humanities 1987